# Милфорд Мил (Мериленд)
Милфорд Мил (енгл. Milford Mill) насељено је место без административног статуса у америчкој савезној држави Мериленд.

## Демографија
По попису из 2010. године број становника је 29.042, што је 2.515 (9,5%) становника више него 2000. године.
| Група             | 2000.          | 2010.          |
| Белци             | 4.115 (15,5%)  | 2.253 (7,8%)   |
| Афроамериканци    | 20.971 (79,1%) | 24.587 (84,7%) |
| Азијати           | 444 (1,7%)     | 696 (2,4%)     |
| Хиспаноамериканци | 483 (1,8%)     | 1.073 (3,7%)   |
| Укупно            | 26.527         | 29.042         |